# Županijska cesta Ž4148
Ž4148 je županijska cesta u Hrvatskoj.
Cesta spaja Osječko-baranjsku i Vukovarsku srijemsku županiju točnije županijsku cestu Ž4111. Prolazi kroz naselja Vrbica, Mrzović, Markušica, Antin, Mlaka Antinska i Tordinci.
Ukupne je duljine 27,6 km.